# Янку V Сасул
Янку V Сасул (Саксонець, Іоан V, Янкул,  рум. Iancu Sasul, угор. V.János moldvai fejedelem, пол. Jan Sas (* ? — † 28 вересня 1582) — господар Молдовського князівства з 21 листопада 1579 до серпня 1582, з династії Мушатовичів, незаконнонароджений син Петру IV Рареша і Катерини, дружини державця Кронштадту у Семигородді Йорга Вайса.

## Правління
Янку ріс у Кронштадті, отримавши німецьке виховання і сповідуючи лютеранство. З дитинства знав про своє княже походження, тому подався до Константинополя, де одружився з Марією з роду Палеологів.
Завдяки зв'язкам дружини і великому кредиту Бартоломея Брутті йому вдалось 1579 року перекупити османських чиновників і зайняти молдовський трон, прогнавши Петру V Кульгавого.
Вже в перші місяці правління ввів високі податки населення для повернення кредиту і власного збагачення. Найбільше невдоволення селян викликав податок văcărit, за яким кожну 20-у корову (вола) належало віддати господарю.
Його правою рукою був фінансист Бартоломей Брутті. Це викликало невдоволення бояр, які у скаргах до султана Мурада ІІІ звинувачували його у контактах з Габсбурґами, протегуванні лютеранам, іноземцям. У Високій Порті ухвалили рішення про його зміщення й ув'язнення. Тому Янку вирушив з дружиною, дітьми і караваном в 100 возів (40 везли гроші) через Покуття до Угорщини, підконтрольної Габсбурґам. За наполяганням султана, його затримав снятинський староста Миколай Язловецький і відправив до в'язниці у Львові. Король Стефан Баторій наказав його прилюдно стратити, що виконали за розпорядженням польного гетьмана Миколая Сенявського на львівській площі Ринок (1520–1584).
Напередодні страти у вересні 1582 року прийняв католицтво. За легендою дружина пришила до тіла стяту мечем ката голову господаря, якого поховали у костелі бернардинів у Львові.
Скарби господаря загарбав король Стефан Баторій.

## Діти
- Богдан, згаданий 1596 року
- Хризотина, дружина Антоніоса Катакалоса
- Олена (†1598), чоловік — невідомий з роду Понятовських; біля головного входу до церкви  монастиря Святого Онуфрія у Львові. існував її надгробок із затертим надписом.[2]